# Каннский кинофестиваль 1988
41-й Каннский кинофестиваль 1988 года, проходивший с 11 по 23 мая в Каннах (Франция).

## Жюри
- Этторе Скола, кинорежиссёр и продюсер ( Италия) — председатель
- Клод Берри, актёр ( Франция)
- Дэвид Робинсон, кинокритик ( Великобритания)
- Елена Сафонова, актриса ( СССР)
- Джордж Миллер, кинорежиссёр ( Австралия)
- Эктор Оливера, кинорежиссёр ( Аргентина)
- Настасья Кински, актриса ( ФРГ)
- Филипп Сард, композитор ( Франция)
- Робби Мюллер, кинооператор ( Нидерланды)
- Уильям Голдмен, писатель и сценарист ( США)

## Фильмы в конкурсной программе
| Победители выделены отдельным цветом. |

| Название                               | Оригинальное название              | Режиссёр             | Страна                     |
| -------------------------------------- | ---------------------------------- | -------------------- | -------------------------- |
| Философский камень                     | L'Œuvre au noir                    | Андре Дельво         | Франция, Бельгия           |
| Птица                                  | Bird                               | Клинт Иствуд         | США                        |
| Каннибалы                              | Os Canibais                        | Мануэл де Оливейра   | Португалия                 |
| Шоколад                                | Chocolat                           | Клер Дени            | Франция                    |
| Эльдорадо                              | El Dorado                          | Карлос Саура         | Испания                    |
| Отсчёт утопленников                    | Drowning by Numbers                | Питер Гринуэй        | Великобритания, Нидерланды |
| Детство искусства                      | L’enfance de l’art                 | Франсис Жиро         | Франция                    |
| Хануссен                               | Hanussen                           | Иштван Сабо          | ФРГ, Австрия, Венгрия      |
| Царь детей                             | 孩子王                             | Чэнь Кайгэ           | Китай                      |
| Страх и любовь                         | Fürchten und Lieben                | Маргарета фон Тротта | ФРГ                        |
| Луте 2: Завтра я буду свободным        | El Lute II: Tomorrow I’ll be Free  | Висенте Аранда       | Испания                    |
| Последние дни                          | Miles from Home                    | Гэри Синиз           | США                        |
| Остров Паскали                         | Pascali’s Island                   | Джеймс Дирден        | Великобритания             |
| Пассажир — Добро пожаловать в Германию | Der Passagier — Welcome to Germany | Томас Браш           | ФРГ                        |
| Патти Херст                            | Patty Hearst                       | Пол Шредер           | США                        |
| Пелле-завоеватель                      | Pelle Erobreren                    | Билле Аугуст         | Дания, Швеция              |
| Навигатор                              | The Navigator: A Medieval Odyssey  | Винсент Уорд         | Австралия, Новая Зеландия  |
| Короткий фильм об убийстве             | Krótki film o zabijaniu            | Кшиштоф Кесьлёвский  | Польша                     |
| Юг                                     | Sur                                | Фернандо Соланас     | Аргентина                  |
| Разделённый мир                        | A World Apart                      | Крис Менгес          | Великобритания             |
| Грозовой перевал                       | 嵐が丘                             | Ёсисигэ Ёсида        | Япония                     |

## Особый взгляд
- Путешествие в никуда
- Из песка и крови
- Это случится завтра
- Ночное путешествие
- Отель Терминус: Время и жизнь Клауса Барби
- Катинка
- Маска
- Меридиан
- Вращающиеся двери
- На серебряной планете
- Наталия
- Почему?
- Случай Хармс
- Среди серых камней
- Дети Сталина
- Гадалка-оборванка
- Время насилия (Болгария)
- A Song of Air
- Havinck
- Lamento
- Yuan nu
- Mapantsula

## Фильмы вне конкурсной программы
- Голубая бездна
- Голубая игуана
- Дорогая Америка: Письма домой из Вьетнама
- История(и) кино: Все истории
- Война на бобовом поле Милагро
- Виллоу

## Awards
- Золотая пальмовая ветвь: Пелле завоеватель, режиссёр Билле Аугуст
- Гран-при: Разделённый мир, режиссёр Крис Менгес
- Приз жюри: Короткий фильм об убийстве, режиссёр Кшиштоф Кесьлёвский
- Приз за лучшую мужскую роль: Форест Уитакер — Птица
- Приз за лучшую женскую роль: Барбара Херши, Джоди Мэй и Линда Мвузи — Разделённый мир
- Приз за лучшую режиссуру: Фернандо Соланас — Юг
- Золотая пальмовая ветвь за короткометражный фильм: Выкрутасы, режиссёр Гарри Бардин
- Приз за художественный вклад: Питер Гринуэй — Отсчёт утопленников
- Технический гран-при: Птица, за качественный саундтрек
- Золотая камера: Салам, Бомбей!, режиссёр Мира Наир
- Надежда французского кино: Bisbille
- Золотая камера (награда за режиссёрский дебют): Салам, Бомбей!, режиссёр Мира Наир
- Приз международной ассоциации кинокритиков (ФИПРЕССИ):
  - Далекие голоса, застывшие жизни, режиссёр Теренс Дэвис
  - Отель Терминус: Время и жизнь Клауса Барби, режиссёр Марсель Офюльс
  - Короткий фильм об убийстве, режиссёр Кшиштоф Кесьлёвский
- Приз ФИПРЕССИ — особый взгляд: Une femme pour l’hiver
- Приз экуменического (христианского) жюри: Разделённый мир, режиссёр Крис Менгес
- Приз экуменического (христианского) жюри — особое упоминание: Вращающиеся двери
- Приз молодёжного жюри:
  - Приз молодёжного жюри (иностранное кино): Несмотря на всё, режиссёр Орхан Огуз
  - Приз молодёжного жюри (французское кино): Дорогой повод, режиссёр Анн-Мари Мьевиль
- Специальный приз молодёжного жюри: Звук и ярость, режиссёр Жан-Клод Бриссо